# Karl Hubert Frosch
Karl Hubert Frosch, né le 2 novembre 1846 à Altshausen et mort en 1931 à Munich, est un architecte, paysagiste et  peintre panoramiste allemand.

## Vie et œuvre
Frosch étudie à  Stuttgart, puis devient l'élève d' Angelo Quaglio à Munich. Il peint le paysage et les éléments architecturaux de nombreux panoramas. 
Il peint les éléments architecturaux du panorama de la bataille de Sedan sous la direction de Louis Braun. Ce panorama est inauguré à Francfort en septembre 1880.  
En 1885-86, avec Josef Krieger et Josef Block, il aide le peintre munichois Bruno Piglhein pour son tableau panoramique La Crucifixion du Christ. Il accompagne Bruno Piglhein à Jérusalem pour faire les dessins des éléments architecturaux. 
Engagé  par l'American Panorama Co. en tant que peintre paysagiste il part à Milwaukee en 1885. Entre 1886 et 1891, avec Friedrich Wilhelm Heine et August Lohr, il peint trois panoramas de « Jérusalem le jour de la crucifixion » copies de celui de Piglhein. En 1891, L'entreprise propriétaire du panorama de Piglhein obtient la fermeture de la rotonde qui présentait une de ces copies à Londres pour violation du droit d'auteur.   
A partir de 1892, il réalise, avec Josef Kreiger et d'autres collègues, cinq copies de la Crucifixion du Christ pour Einsiedeln, Stuttgart, Kevelaer, Kiev et Aix-la-Chapelle.  
Au début du XXe siècle, il travaille pour Franz Roubaud sur le  Panorama du siège de Sébastopol et  le Panorama de la bataille de Borodino.  